# Ivanka Anžič Klemenčič
Ivanka Anžič Klemenčič, prva slovenska poklicna novinarka in pripovednica, * 6. marec 1876, Ljubljana, † 15. januar 1960, Ljubljana.
V zgodovino se je zapisala kot pripovednica in prva poklicna časnikarica v slovenskem prostoru oziroma kot prva ženska, ki si je izbrala žurnalistiko za svoj življenjski poklic.

## Življenje in delo
Ivanka Anžič se je rodila leta 1876 v Ljubljani. Njen oče je bil najprej ljubljanski gostilničar Mihaeal, pozneje pa cestni nadzornik, mati ji je bila Ivana (roj. Beck). Ivanka Anžič se je po končani mestni dekliški šoli zaposlila kot uradnica v odvetniški pisarni. Leta 1899 je prvič objavila v ženskem listu Slovenka in leto kasneje prevzela uredniško mesto od  Marice Nadlišek Bartol. Preselila se je v Trst, kjer se je zaposlila kot tajnica Zavoda sv. Nikolaja. Urejanja časopisa ni bilo plačano, ampak je bilo časna naloga. Z novim uredništvom je Slovenka postala pravo žensko glasilo. Literarni prispevki so se umaknili v ozadje, v ospredje pa je stopilo žensko socialno vprašanje. Dotedanja priloga je začela izhajati kot samostojen mesečni list in ne več kot dodatek Edinosti.
Leta 1900 se je poročila z odvetniškim stenografom in časnikarjem Franjom Klemenčičem in po prenehanju izhajanja lista preselila v Istro. Leta 1908 sta se oba zakonca zaposlila v uredništvu Slovenca in se preselila v Ljubljano.
Leta 1919 se je ponovno posvetila izdajanju ženskega časopisa – v Ljubljani je uredila prvih šest številk novega ženskega lista, ki se je tudi tokrat imenoval Slovenka. S posameznimi prispevki je sodelovala tudi pri glasilu Ženski svet in Socialna misel ter pri nemških glasilih.

## Vir
- Splošno žensko društvo 1901-1945, od dobrih deklet do feministk (COBISS), str. 292–307.